# Petropavlovka (Oblast' di Voronež)
Petropavlovka (in russo Петропавловка?) è un villaggio della Russia europea nell'oblast' di Voronež. È il centro amministrativo del rajon Petropavloskij. 
Si trova sulla riva sinistra del fiume Don, alla confluenza del Tolučeevka, 250 km a sud-est di Voronež.